# Falke (Unternehmen)

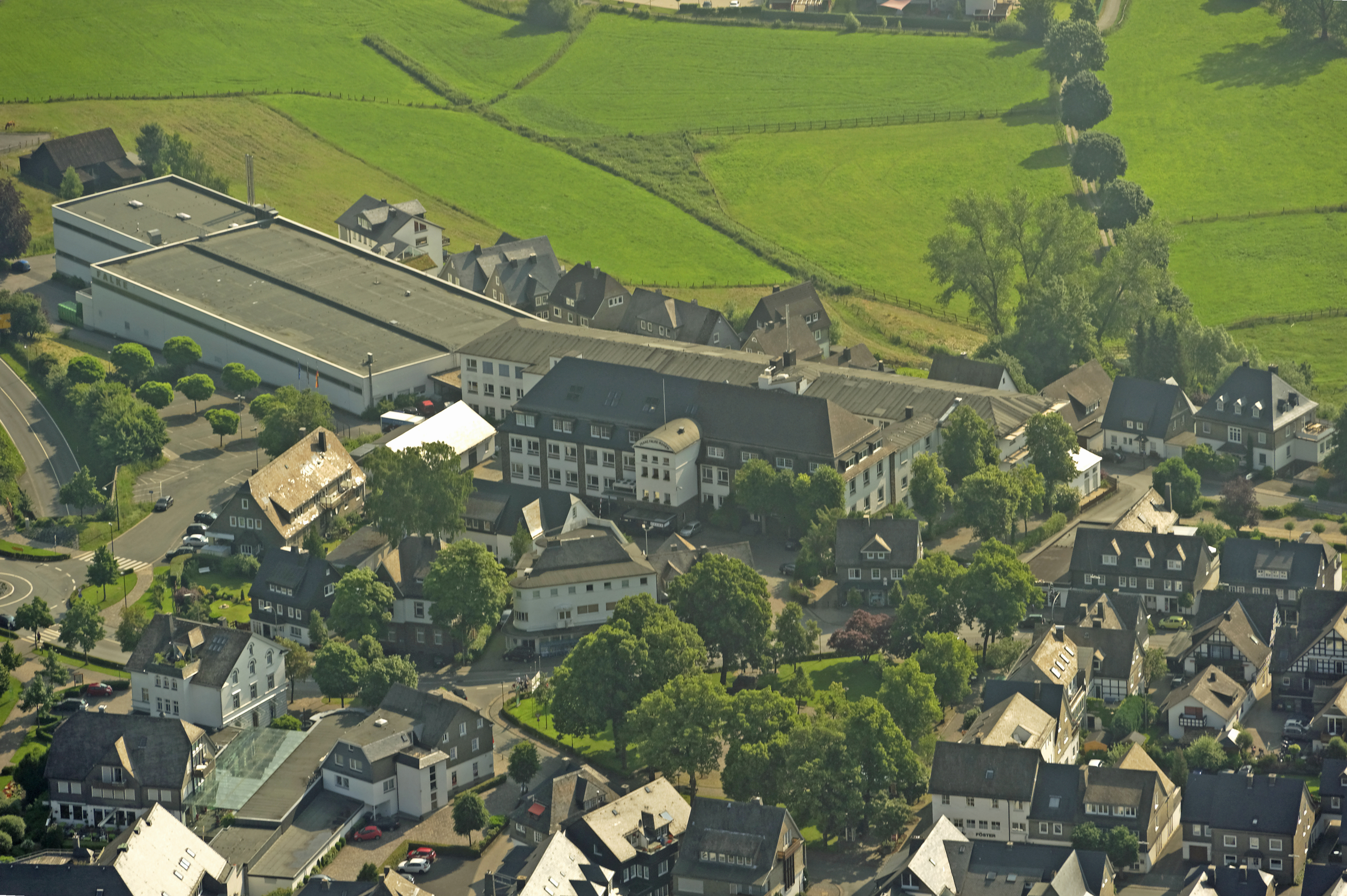
Hauptsitz des Unternehmens Falke in Schmallenberg

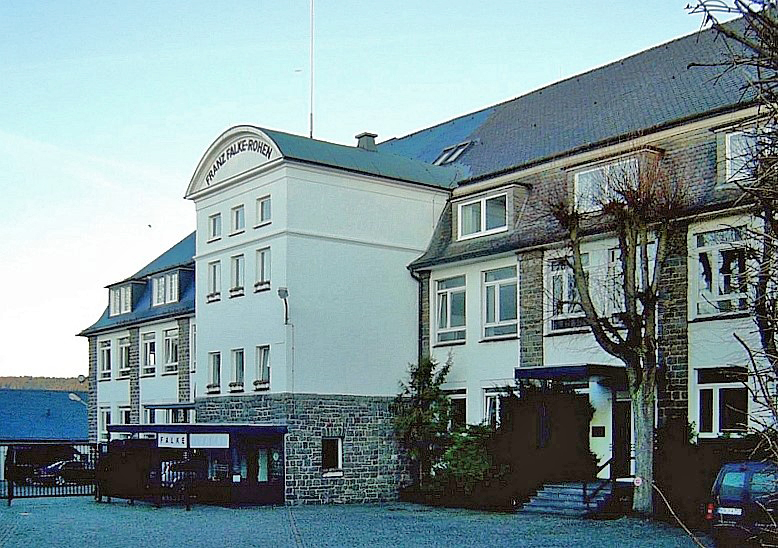
Haupteingang am Hauptsitz

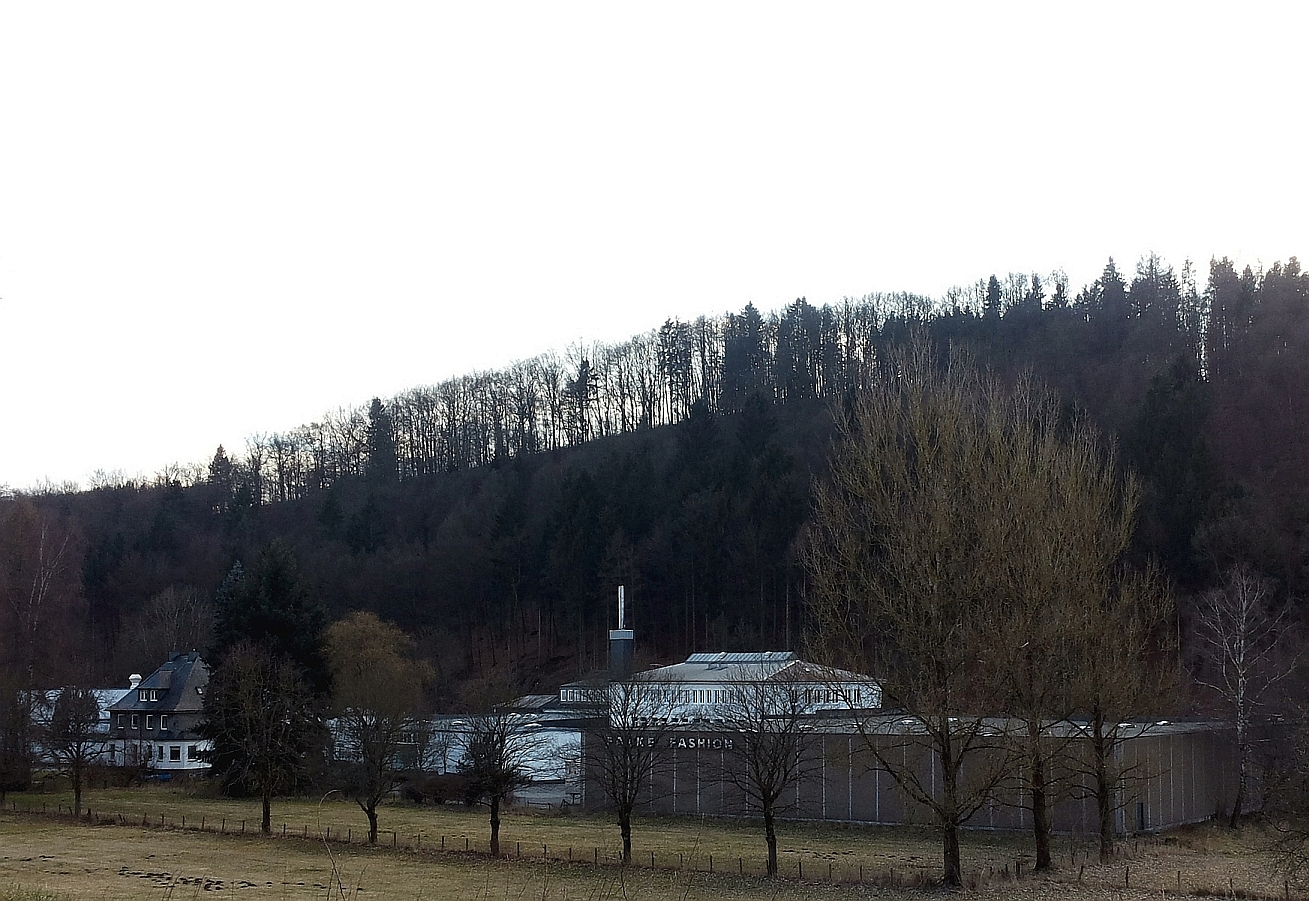
Falke Fashion

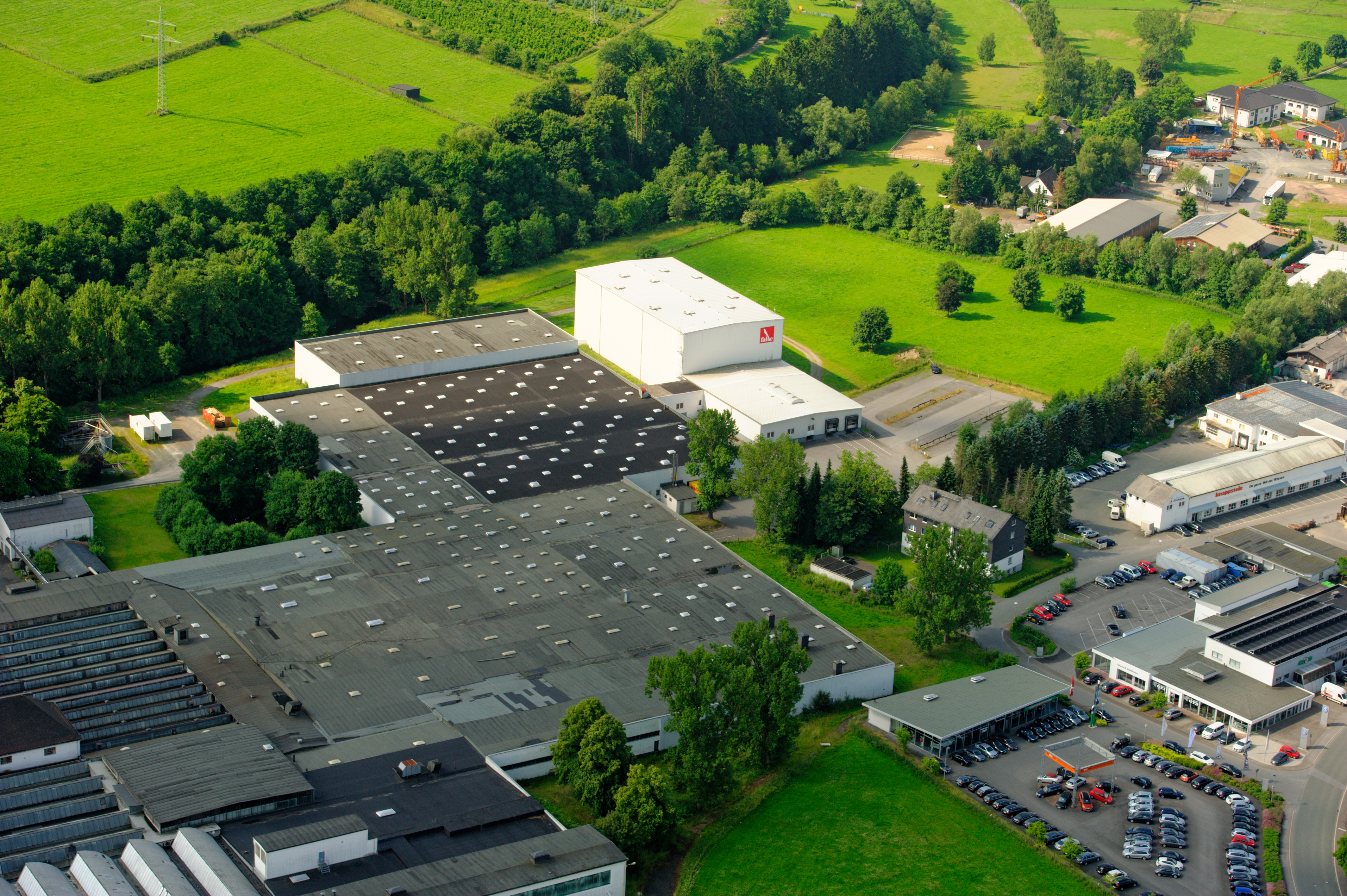
Lager in Schmallenberg

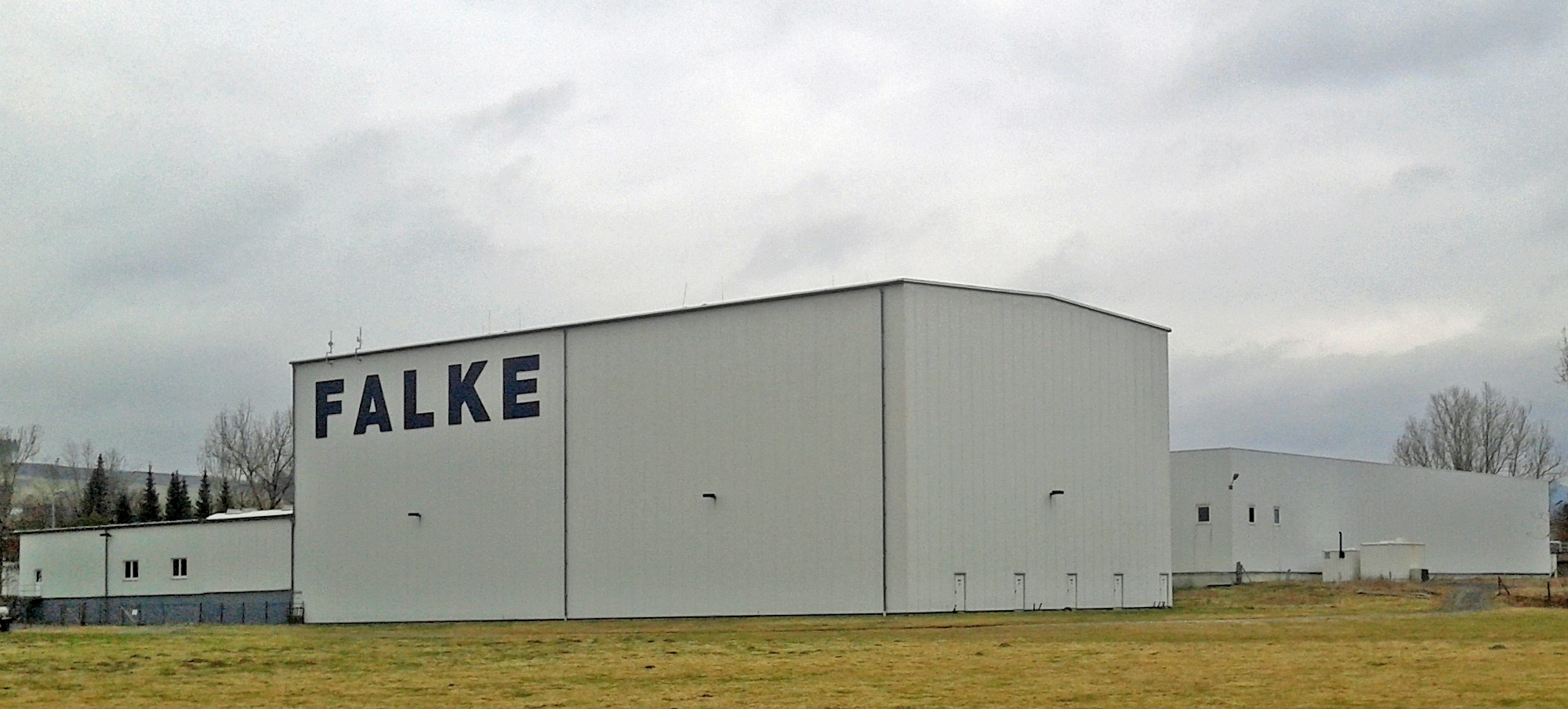
Hochregallager

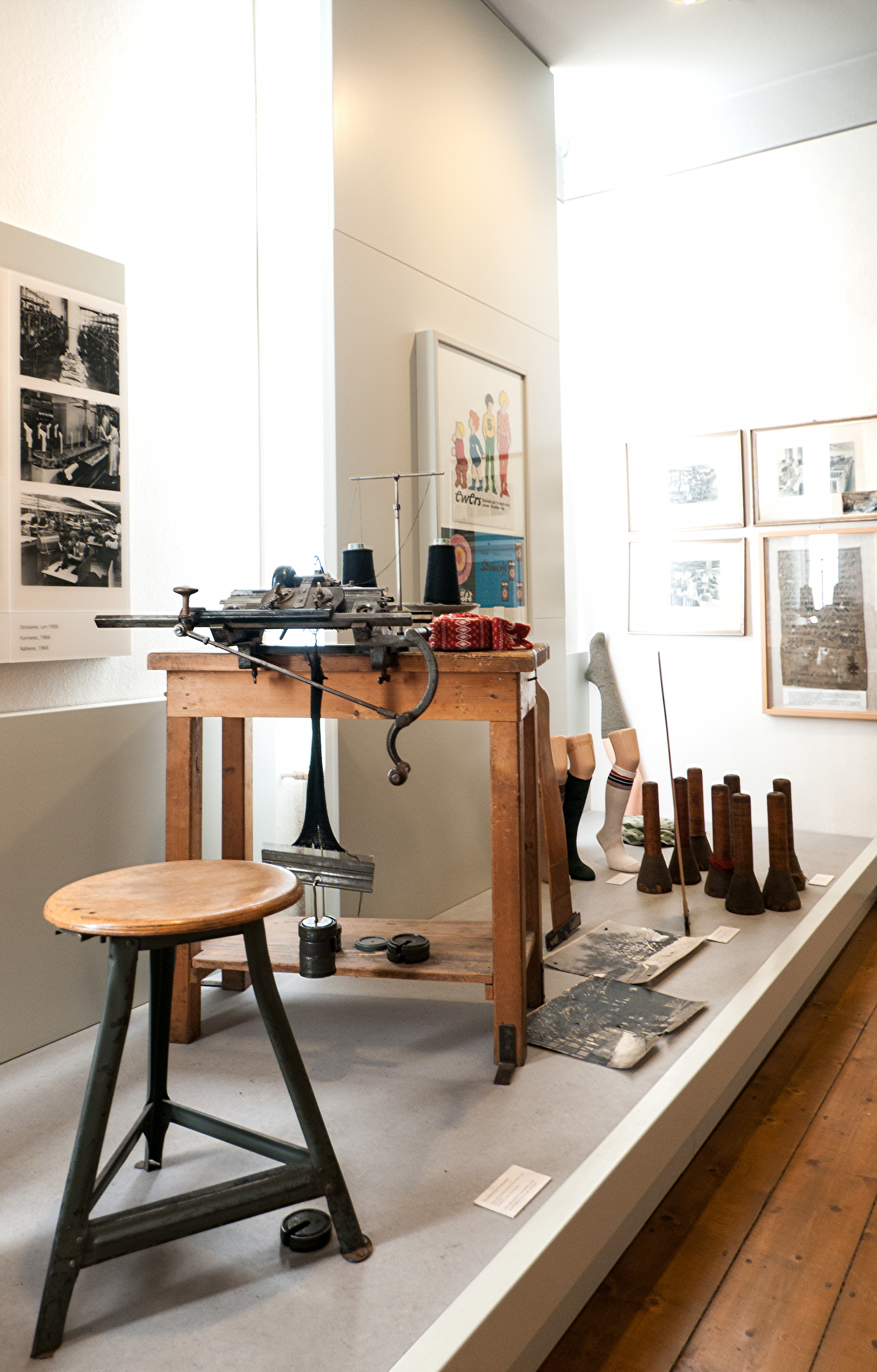
Historische Strickmaschine der Fa. Falke im Städtischen Museum Medebach

Die Falke KGaA (Eigenschreibweise: FALKE) ist ein deutsches Familienunternehmen aus Schmallenberg im Sauerland, das überwiegend Strumpfwaren herstellt. Daneben werden Sportbekleidung, Herrenmode und Accessoires produziert.

## Geschichte
Das Unternehmen wurde 1895 von dem ehemaligen Dachdecker Franz Falke-Rohen gegründet. Falke-Rohen hatte zuvor in den Wintermonaten als Tagelöhner in einer Strickerei gearbeitet. 1895 machte er sich selbstständig. Als im Jahre 1900 die Aufträge knapp wurden, lernte der Sohn Franz Falke Jr., Schirme herzustellen und verkaufte sie im Haustürgeschäft. Ab 1906 produzierte Falke erstmals unter eigenem Namen und begann das Garn direkt bei den Spinnereien zu erwerben, während der Firmengründer noch regelmäßig zum Markt nach Essen gefahren war, um Garn zu kaufen.
Im Jahre 1918 erwarb Falke-Rohen die Woll- und Haargarnspinnerei Carl Meisenburg in Schmallenberg (später Falke Garne; heute HorusTec) und baute 1920 eine eigene Fabrik in Schmallenberg, wo sich noch heute der Firmensitz befindet. Nach dem Tod des Vaters im Jahre 1928 übernahm Falke Jr. die Mehrheitsanteile des Unternehmens. 1939 wurde die „Strickwarenfabrik Salomon Stern“ erworben und die Produktpalette um Oberbekleidung für Herren ergänzt (heute Falke Fashion). 1946 wurde das Markenzeichen „F A L K E“ entworfen und 1950 markenrechtlich geschützt.
Nach dem Tod von Franz Falke Jr. im Jahre 1951 teilten sich seine Söhne Paul und Franz-Otto die Unternehmensleitung. Paul Falke war für die Garnproduktion und -veredelung in der firmeneigenen Spinnerei, Franz-Otto Falke (1923–2024) für die Strumpffabrikation und die Oberbekleidung verantwortlich. 1958 erwarben sie eine Fabrik für Feinstrümpfe in Lippstadt und erweiterten das Sortiment des Unternehmens entsprechend. In den 70er Jahren kam die von Carl Ewers gegründete Strumpffabrik Ewers aus Medebach in den Besitz des Unternehmens. Ende 1981 wurde die Produktion eingestellt.
Während in den 1950er und 1960er Jahren der Umsatz stetig stieg, kam es in den 1970er Jahren in der gesamten Textilindustrie durch Arbeitskämpfe und preiswerte Importe aus dem Ausland zur Krise. Um dem entgegenzuwirken, verlagerte Falke Teile der Produktion ins Ausland. In den 1960er und 1970er Jahren wurde zudem Damenmode in das Sortiment aufgenommen, was jedoch 1985 zugunsten der Herrenmode wieder aufgegeben wurde.
Als Paul Falke im Jahre 1990 starb, rückten sein Sohn Paul und Franz-Ottos Sohn Franz-Peter in die Unternehmensleitung vor.
Nach der Wiedervereinigung wurde die Produktion in den Werken der Strumpfwarenfabrik CWS in Thalheim und Dorfchemnitz eingestellt. Über das Bundesamt für zentrale Dienste und offene Vermögensfragen wurde für 1 Deutsche Mark das Werk Dorfchemnitz an die Firma FALKE Strumpffabrik GmbH verkauft, ohne die rechtlichen Eigentümer der Familie Schletter zu konsultieren.
1992 eröffnete Falke in Köln einen Flagshipstore für Herrenbekleidung und Accessoires. Es folgen bis Mitte der 2000er Jahre weitere Falke-Geschäfte, auch für Damenwäsche und Strümpfe, in Berlin, Moskau, Zagreb, Split, Wien und Paris, von denen bis auf die Filialen auf dem Kurfürstendamm und in den Potsdamer Platz Arkaden die meisten bis Ende der 2000er wieder geschlossen wurden. Das Unternehmen Falke führt Shops-in-Shop in größeren Kaufhäusern. Bereits Ende der 1970er hatte es Pulli-Shops und Franchise-Geschäfte von Falke gegeben, die nicht mehr existieren. 1994 erhielt Falke Garne (Teppichgarne, Dämmwolle, Nadelvlies) den deutschen Umweltschutzpreis in der Kategorie „umweltverträgliche Produkte“ vom Bundesverband der Deutschen Industrie. 1995 wurde die Falke International GmbH gegründet, um die Exporte zu koordinieren. 1997 wurden Textilwerke in Leinefelde (LTW) übernommen (Insolvenz 2013). Ab 1999 wurden die Aktivitäten der Feinstrumpfwerke, der Strumpfwaren und der Exportfirma unter dem Namen Falke KG gebündelt. Seit 2005 ist Falke Komplettanbieter funktioneller Sportbekleidung (Ergonomic Sport System, ESS). 2006 und 2007 wurde die Produktlinie ESS mit Auszeichnungen versehen. Falke bekam den Runner’s World ispo Award 2006 und den Designpreis der Bundesrepublik Deutschland verliehen. Seit dem 1. April 2008 hat die Falke KGaA die Markenrechte an der Marke Burlington gekauft. 2012 nahm die neue Produktionsstätte in Leskovac (Serbien) den Betrieb auf.

## Unternehmensdaten und Produkte
Die Falke-Gruppe besteht aus vier Unternehmen mit folgenden Produkten:
- Falke KGaA: Strickstrumpfwaren für Damen, Herren und Kinder, Feinstrumpfwaren und Sportbekleidung (Falke Ergonomic Sport System)
- Falke Fashion: Herrenoberbekleidung (Strickwaren)
- Franz Falke Textiles RSA (Südafrika): Strick- und Feinstrumpfwaren
- Burlington: Herrenbekleidung, Strickstrumpfwaren

Neben den eigenen Erzeugnissen stellt Falke  Lizenzprodukte für Esprit her. Ehemalige Lizenzgeber waren Joop!, Hugo Boss, Giorgio Armani, Moschino oder Kenzo. Heute betreibt die FALKE Gruppe Gesellschaften am Stammsitz Schmallenberg, in Dorfchemnitz, Slowakei, Serbien sowie Südafrika.

## Sponsoring
Im August 2017 wurde die Falke-Gruppe als neuer Hauptsponsor des Traditionsvereins SV Waldhof Mannheim vorgestellt.